# Nikolaus Lenau
Nikolaus Lenau, născut Nikolaus Franz Niembsch von Strehlenau, (n. 13 august 1802, Lenauheim, Timiș, România – d. 22 august 1850, Oberdöbling⁠(d), Viena, Imperiul Austriac), a fost un important poet romantic austriac.

## Biografie
Nikolaus Lenau și-a petrecut tinerețea în Ungaria (Pesta, Tokaj și la Pojon), fiind mult în custodia bunicilor, apoi a plecat la Viena, unde a studiat, între 1822 și 1832 jurisprudența, filozofia, agronomia și medicina, dar nu s-a putut decide pentru una dintre ele. În 1829 a fost foarte afectat de moartea mamei sale, fapt ce l-a adâncit și mai mult în tristețe și melancolie. La Heidelberg, în 1831, a făcut cunostință cu poetul și profesorul Gustav Schwab, care-l va ajuta la publicarea primului său volum, Gedichte (Poezii).
În 1832 a plecat pentru un an în America pentru a-și încerca norocul ca fermier, dar s-a întors dezamăgit. Deși era deja un poet cunoscut, nu și-a găsit liniștea și a pendulat între Stuttgart și Viena. La Viena a cunoscut-o pe Sophie, sora prietenului său, Kleyle, căsătorită cu Max von Löwenthal, un demnitar de rang înalt. Poeziile publicate de Lenau în volum în anul 1838 vădesc afecțiunea purtată de poet față de Sophie. 
Nikolaus Lenau a scris în 1836 Faust, o versiune proprie a dramei, iar în anul următor, Savonarola, un poem epic legat de figura călugărului dominican Girolamo Savonarola. În 1842 a apărut Die Albigenser  (Albigenzii), iar în 1844 poemul Don Juan, editat parțial după moartea sa. În același an, după un accident vascular cerebral, Nikolaus Lenau a decăzut progresiv în tulburări de personalitate, urmând să-și petreacă anii în spital de psihiatrie și în final, la azilul din Oberdöbling, astăzi un cartier din Viena.

## Posteritate
Nikolaus Lenau este considerat unul din cei mai importanți poeți lirici ai Austriei secolului al XIX-lea, iar în literatura germană este asociat cu starea Weltschmerz („durerea lumii”), termen introdus de prozatorul romantic german Jean Paul, în romanul său Selina.
Multe dintre poeziile sale au fost surse de inspirație pentru muzicieni, cum ar fi Robert Schumann în 6 Gedichte von Nikolaus Lenau (6 poezii de Nikolaus Lenau), Fanny Mendelssohn,  (sora lui Felix Mendelssohn Bartholdy), Franz Liszt în Procesiunea nocturna și Valsul Mefisto nr.1, Richard Strauss în poemul simfonic Don Juan și alții.
Există mai multe spitale, străzi și școli care îi poartă numele, cum ar fi Liceul Teoretic „Nikolaus Lenau” din Timișoara. La intrarea în școală se află un bust dedicat poetului. În 1926 autoritățile române au redenumit localitatea sa natală Csatád în Lenauheim.
La Stockerau unde locuiau bunicii lui Lenau, numit și Lenaustadt, se află centrul de cercetare legat de operele lui Nikolaus Lenau, în urma înființării Asociației internaționale Lenau (ILG) în 1964 și a Arhivelor internaționale Lenau, în  1968. ILG decernează anual premiul Nikolaus Lenau pentru poeți lirici de limbă germană. 
În 1987 asteroidul descoperit de Walter Elst la 21 august a fost numit 7400 Lenau, după numele poetului.

## Scrieri
- 1832: Poezii ("Gedichte")
- 1836: Faust
- 1837: Savonarola
- 1838: Poezii mai noi ("Neuere Gedichte")
- 1842: Albigenzii ("Die Albigenser")
- 1844: Don Juan.

O ediție completă a scrierilor lui Nikolaus Lenau a fost publicată în 1970, în Republica Democrata Germană, în 2 volume, al doilea cuprinzând scrisori  editate de Walter Dietze.